# Monts Kii
Les monts Kii (紀伊山地, Kii Sanchi) sont une chaîne de montagnes au Japon qui couvre l'essentiel de la péninsule de Kii. Le parc national de Yoshino-Kumano se trouve dans les monts Kii, tout comme les sites sacrés et chemins de pèlerinage dans les monts Kii.